# MedNautilus

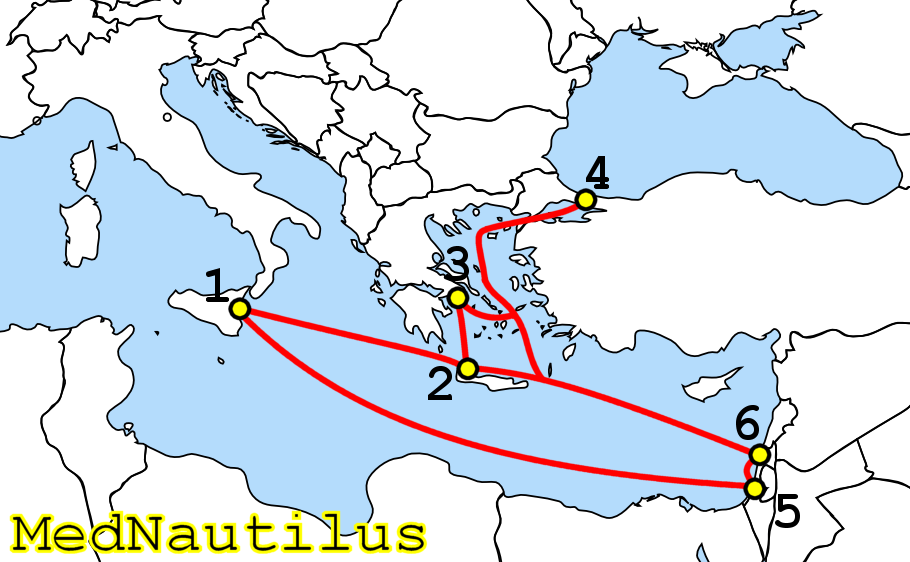
Ruta del cable

MedNautilus es un sistema de cable de telecomunicaciones submarino que une los países que bordean el Mar Mediterráneo central y oriental. Es el sucesor del sistema LEV que une Italia, Chipre e Israel.
Tiene puntos de amarre en:
1. Catania, Sicilia, Italia
2. La Canea, Creta, Grecia
3. Koropi, Grecia
4. Estambul, Turquía
5. Tel Aviv, Israel
6. Haifa, Israel
7. Pentaskhinos, Chipre

El sistema comprende 5.729 km de cable. Su capacidad de transmisión de diseño total es de 3,84 Tbit/s en 6 pares de fibras. Todos los puntos de aterrizaje, excepto los de Turquía y Chipre, cuentan con un anillo de cable que garantiza un servicio ininterrumpido en caso de que un solo segmento del anillo falle o se rompa.
Telecom Italia, propietaria de los sistemas MedNautilus y LEV, tenía un monopolio virtual sobre las comunicaciones internacionales por cable desde y hacia Israel. Sin embargo, esto cambió en 2012, con Bezeq International completando un cable de fibra óptica submarino de 12,8 Tbit/s a Italia y Tamares Telecom tendiendo un cable de fibra óptica submarino de 42 Tbit/s a Chipre y Francia.